# Chiesa di Saint-Pierre-du-Gros-Caillou
La chiesa di San Pietro del Gros-Caillou (in francese: église Saint-Pierre-du-Gros-Caillou) è un luogo di culto cattolico di Parigi, situato in rue Saint-Dominique, nel VII arrondissement; è sede dell'omonima parrocchia, appartenente all'arcidiocesi di Parigi.
La chiesa si trova nei pressi della stazione della metropolitana di Parigi École Militaire (linea ).

## Storia
Alla metà del XVII secolo, data la crescita della popolazione, risultò necessario dotare il quartiere del Gros-Caillou, sulla riva sinistra della Senna, di un luogo di culto ausiliario della parrocchia di San Sulpizio, dalla quale dipendevano gli abitanti.
Il progetto per una cappella venne presentato ed approvato nel 1652, ma la costruzione, a causa di diversi problemi, venne rinviata fino al quarto decennio del secolo successivo: la prima pietra venne posta soltanto il 19 marzo 1733. L'edificio, terminato in poco tempo ed eretto a sede di una parrocchia autonoma, originariamente doveva essere dedicato a Maria Assunta, con il titolo di Nostra Signora della buona liberazione (in francese: Notre-Dame-de-Bonne-Délivrance); tuttavia, anche negli atti ufficiali, fin da subito comparve con il nome di Saint-Pierre-du-Gros-Caillou.
Nel 1763 venne edificata una chiesa più grande, ricostruita nel 1782 e distrutta durante la Rivoluzione francese. Nel 1822, sotto il regno di Luigi XVIII, iniziarono i lavori per la costruzione di una nuova chiesa; il progetto venne affidato all'architetto Étienne-Hippolyte Godde, che ideò un edificio in stile neoclassico a tre navate, ispirato alle chiese romaniche. I lavori terminarono nel 1829 e la chiesa venne consacrata il 1º maggio 1830. Sotto le pietre del selciato giacciono i resti del primo sindaco di Parigi, Jean-Sylvain Bailly.
Nel corso del XX secolo, la chiesa fu oggetto di due importanti interventi di ampliamento: tra il 1967 e il 1973 venne costruita un'ampia cappella in stile moderno dedicata alla Vergine Maria, situata al termine della navata centrale, oltre il transetto, e ad essa collegata tramite un'ampia apertura praticata nella parete di fondo; nel 1993 venne ricostruito il campanile sulla facciata.
In occasione dei 275 anni dalla fondazione della parrocchia (1740), è stato presentato un progetto, ad opera dello studio architettonico Agapé, per unificare la chiesa neoclassica e la moderna cappella della Vergine, da realizzarsi entro il 2015.

## Descrizione

### Esterno
Esternamente, la chiesa di San Pietro è caratterizzata dal paramento murario in blocchi di pietra beige e dalla facciata; quest'ultima presenta, nella parte centrale, un pronao sporgente di ispirazione greca, poggiante su quattro colonne doriche lisce che sorreggono un semplice timpano triangolare. Ai lati dell'unico portale si trovano le statue della Fede (a sinistra) e della Speranza (a destra), risalenti agli inizi del XIX secolo.
Al di sopra della facciata, in posizione leggermente arretrata, si eleva la cella campanaria, ricostruita nel 1993; essa è posta all'apice della copertura e presenta due finestre su ciascun lato. Al suo interno, è custodito un concerto di 4 campane provenienti dall'Algeria.
Alla destra della facciata, vi è il portale d'ingresso al complesso parrocchiale; esso risale al 1905 ed è caratterizzato dalla presenza, sul trumeau, di una statua raffigurante la Madonna col Bambino.

### Interno

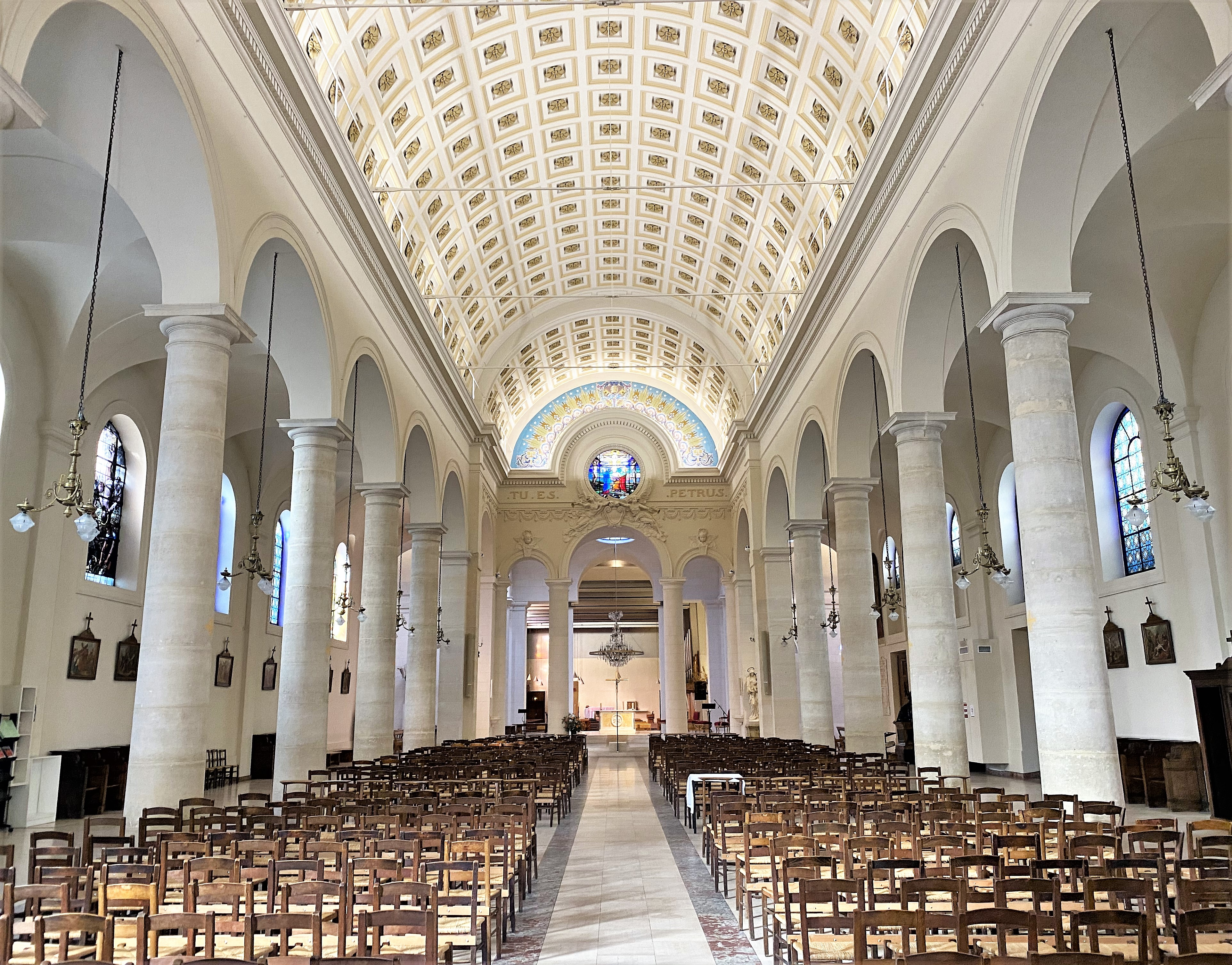
Interno

Internamente, la chiesa di San Pietro presenta una pianta a croce commissa, priva di abside (questa, costruita nel 1913, venne demolita tra il 1967 e il 1973 per la costruzione della cappella della Vergine). L'aula è suddivisa in tre navate da due file di archi a tutto sesto poggianti su colonne tuscaniche: la navata maggiore, più larga rispetto alle altre, è coperta con volta a botte cassettonata; le due laterali, invece, lungo le quali si aprono le grandi monofore a tutto sesto che danno luce all'interno dell'edificio, presentano volte a crociera. All'inizio delle due navate laterali si aprono verso l'esterno due cappelle ad esse perpendicolari: quella di destra è adibita a battistero, con dipinti di Alexandre Desgoffe, mentre quella di sinistra ospita un grande crocifisso in legno.
Nella parete di fondo della navata mediana, che è sormontata da un rosone circolare con vetrata raffigurante il Calvario, si aprono tre arcate, che la dividono dal transetto e dalla crociera, davanti alla quale si trova il presbiterio, rialzato di alcuni gradini rispetto al resto della chiesa. Il braccio di destra ospita l'altare neoclassico in marmi policromi di Nostra Signora della buona liberazione, con statua della Madonna col Bambino; quello di sinistra, invece, accoglie l'altare dedicato a San Giuseppe, il quale è affiancato da due statue raffiguranti Santa Teresa del Bambin Gesù (a sinistra) e Santa Rita da Cascia (a destra).
La chiesa è priva di abside: nella parete di fondo della crociera, infatti, vi è l'ingresso alla cappella della Vergine, in stile moderno. L'ambiente, a due navate, è illuminato da grandi vetrate policrome ed ospita la Via Crucis di Ludwika Ogorzelec (realizzata nel 1953 con rami secchi); alle spalle dell'altare marmoreo, vi è un altorilievo in legno raffigurante l'Ultima Cena.

### Organi a canne

#### Organo della chiesa

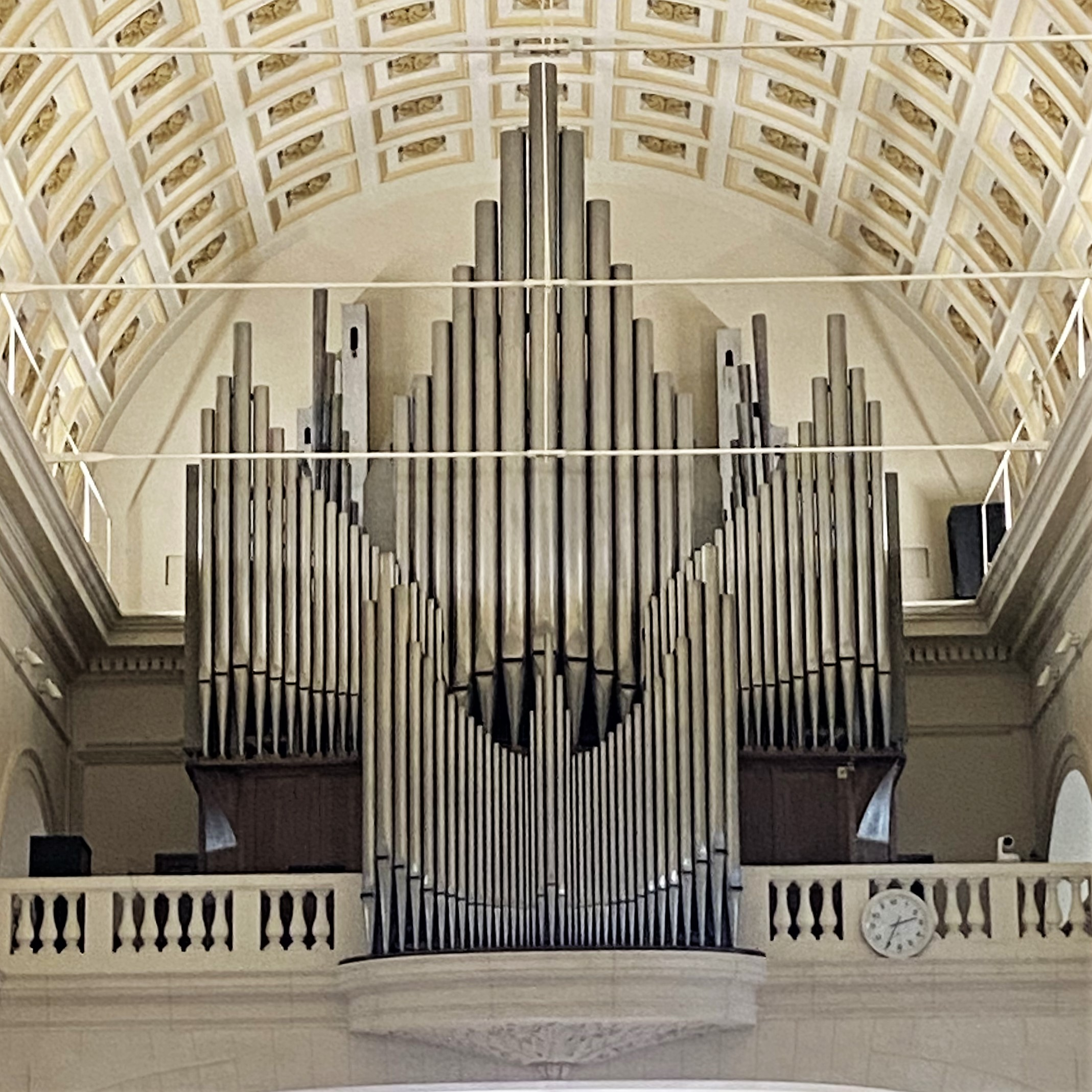
L'organo della chiesa

Sulla cantoria in controfacciata, si trova l'organo a canne della chiesa, costruito nel 1976 dalla ditta Danion-Gonzalez riutilizzando il materiale fonico del precedente strumento realizzato nel 1925 da Mutin-Convers e ampliato da Gonzalez già nel 1933 e nel 1955; l'organo è stato oggetto di un restauro radicale nel 2000 ad opera di Bernard Dargassies ed è attualmente utilizzato non solo per la liturgia, ma anche per concerti.
Lo strumento è a trasmissione integralmente elettrica e dispone di 47 registri. La sua consolle è a finestra e dispone di tre tastiere di 56 note ciascuna e pedaliera di 32 note; i registri sono azionati da tiranti a pomello disposti su più file verticali ai lati dei manuali.

#### Organo della cappella della Vergine
A metà della parete di destra della cappella della Vergine, si trova un secondo organo a canne, costruito nel 1972 anch'esso dalla ditta Danion-Gonzalez.
Lo strumento è a trasmissione elettrica e si compone di 25 registri (dei quali sono reali 22). La sua consolle, situata a pavimento, dispone di tre tastiere di 61 note ciascuna e pedaliera di 32 note.